# Telmatobius ventriflavum
Espèce
Telmatobius ventriflavum est une espèce d'amphibiens de la famille des Telmatobiidae.

## Répartition

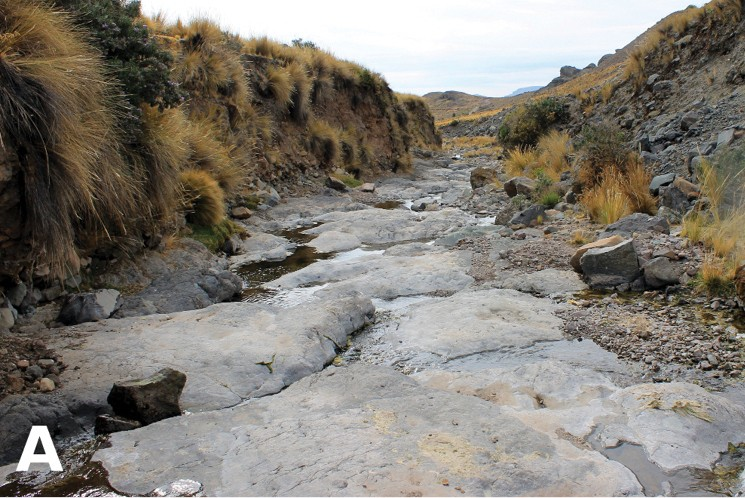
habitat

Cette espèce est endémique de la province de Huaytará dans la région de Huancavelica au Pérou.

## Description
Le spécimen adulte mâle observé lors de la description originale mesure 48,5 mm de longueur standard et les 2 spécimens adultes femelles observés lors de la description originale mesurent entre 51,5 mm et 52,9 mm de longueur standard.

## Étymologie
Son nom d'espèce, du latin ventris, « ventre », et flavus, « jaune », lui a été donné en référence à sa coloration.

## Publication originale
- Catenazzi, Vargas García & Lehr, 2015 : A new species of Telmatobius (Amphibia, Anura, Telmatobiidae) from the Pacific slopes of the Andes, Peru. ZooKeys, no 480, p. 81–95 (texte intégral).